# Australien-Preis
Der Australien-Preis war zwischen 1990 und 1999 Australiens wichtigster Forschungspreis. Der Preis wurde jährlich für außerordentliche Leistungen in Wissenschaft und Technologie vergeben. Im Jahr 1991 wurden keine Preisträger ausgewählt.
Die australische Regierung vergab den Preis international; 10 der 28 Preisträger waren keine Australier.
Seit 2000 ersetzen die Wissenschaftspreise des Premierministers den Australien-Preis. Der Hauptpreis ist dabei der Prime Minister's Prize for Science. Daneben werden der Science Minister's Prize for Life Scientist of the Year und der Malcolm McIntosh Prize for Physical Scientist of the Year an bedeutende junge Wissenschaftler verliehen. Zusätzlich wurden 2002 Preise für herausragende Lehrer an Grund- und weiterführenden Schulen eingerichtet (Prime Minister's Prize for Excellence in Science Teaching in Primary Schools und Prime Minister's Prize for Excellence in Science Teaching in Secondary Schools).

## Preisträger
- 1990: Allen Kerr, Eugene Nester und Jeff Schell  (im Bereich Biological Sciences relating to agriculture or the environment)
- 1991: (nicht vergeben)
- 1992: John Watt, Brian Sowerby, Nicholas Cutmore und Jim Howarth (im Bereich Physical Sciences relating to mining or processing of mineral resources)
- 1993: Horace Barlow, Peter Bishop und Vernon Mountcastle (im Bereich Sensory Perception)
- 1994: Gene Likens (im Bereich Sustainable Land Management)
- 1995: Kenneth G. McCracken, Andrew Green, Jonathon Huntington, Richard Moore (im Bereich Remote Sensing)
- 1996: Paul Janssen, Graeme Laver, Peter Colman und Mark von Itzstein (im Bereich Pharmaceutical Design)
- 1997: Allan Snyder, Rodney Tucker und Gottfried Ungerböck (im Bereich Telecommunications)
- 1998: Elizabeth Blackburn, Suzanne Cory, Alec Jeffreys und Grant Sutherland (im Bereich Molecular Science)
- 1999: Martin A. Green und Stuart R. Wenham (im Bereich Energy Science and Technology)